# Hanae Mori
Pour les articles homonymes, voir Mori.
Hanae Mori (森 英恵, Mori Hanae) est une styliste japonaise née le 8 janvier 1926 à Yoshika (Kanoashi) et morte le 11 août 2022 à Tokyo. Elle est la première asiatique à avoir bénéficié de l’appellation très stricte de « haute couture », et l’une des premières femmes à faire carrière dans la mode au Japon.

## Biographie
Elle est née en 1926 à Yoshika, préfecture de Shimane. Sa mère, femme au foyer, élève ses enfants dans la pure tradition japonaise. Son père est chirurgien avec un intérêt très prononcé pour la littérature, la sculpture et la mode. Elle effectue des études supérieures en littérature japonaise au Tokyo Woman's Christian University, puis un apprentissage en couture,.
Hanae Mori ouvre son premier atelier en 1951 à Shinjuku, Tokyo, crée des vêtements de prêt-à-porter et confectionne aussi dans les années qui suivent des costumes pour de nombreux films, comme l'adaptation à l'écran de La Saison du soleil (太陽の季節, Taiyō no Kisetsu), le roman de Shintaro Ishihara,,. C'est la période de la renaissance du Japon, après la Seconde Guerre mondiale, avec une forte influence occidentale sur la mode japonaise. Ayant un certain succès, elle habille l'épouse du premier ministre japonais Eisaku Satō, Hiroko Satō, pour un voyage aux États-Unis, et un des éléments de sa garde-robe est une mini-jupe. Critiquée, elle explique : « J'ai estimé que la mode de la minijupe était un symbole de la façon dont les femmes passaient d'un rôle passif à un rôle dans lequel elles exprimaient activement leurs opinions ».
Fascinée par l'univers de la haute couture, elle s’envole pour New York et Paris où elle rencontre lors d’une séance d’essayage rue Cambon, Coco Chanel. Cette rencontre donne un élan décisif à sa carrière et la pousse à s’investir dans cet univers de la haute couture. En 1965, elle présente avec succès sa première collection à la Fashion Week  new-yorkaise, « East meets West », « L’Est rencontre l’Ouest ». La décennie suivante, Hanae Mori est élue membre de la Chambre syndicale de la couture parisienne en 1977 puis ouvre sa maison avenue Montaigne,. Elle effectue également des recherches sur la tradition japonaise, pour construire ses collections. Le style de ses créations sait rappeler une tradition nippone par le choix des textiles, par certaines coupes et par les broderies. En 1978, elle est invitée en Chine pour aider au développement de l'industrie de la mode dans ce pays. En 1993, il lui est demandé de concevoir la robe de mariée de la princesse héritière Masako Owada. Mais l'activité de haute couture est économiquement peu rentable. Elle exerce dans la haute couture à Paris jusqu'aux années 2000. En 2002, elle vend sa marque, et en 2004, elle arrête la haute couture, présentant sa dernière collection, comprenant « des mannequins chaussées de geta, les sandales nippones, les cheveux remontés haut sur le crâne, […] des robes droites bleu canard, vert d'eau, jaune canari, rose, rouge, mauve… rebrodées de papillons pailletés multicolores, ceux-là mêmes qui ont valu à leur créatrice le surnom de Madame Butterfly »,,.
Elle se retire ainsi des défilés de la haute couture mais continue à administrer quelques boutiques dans le quartier Harajuku de Tokyo, le quartier branché tandis que sa division parfumerie, Hanae Mori Parfums, reste active.
Elle se voit parfois surnommée « Mme Butterfly » par l'usage répété qu'elle fait du papillon comme motif. Hanae Mori meurt à Tokyo le 11 août 2022, à l’âge de 96 ans. Son décès est annoncé une semaine plus tard.

## Décorations
- Officier de la Légion d'honneur ( France)
- Médaille de l'ordre de la Culture ( Japon)
- Médaille honorifique du Japon au ruban pourpre ( Japon)